# Saint-Quintin-sur-Sioule
Saint-Quintin-sur-Sioule ist eine französische Gemeinde mit 387 Einwohnern (Stand 1. Januar 2022) im Département Puy-de-Dôme in der Region Auvergne-Rhône-Alpes (vor 2016 Auvergne). Sie gehört zum Arrondissement Riom und zum Kanton Saint-Georges-de-Mons (bis 2015 Menat).

## Geographie
Saint-Quintin-sur-Sioule liegt etwa 27 Kilometer nordnordwestlich von Riom und etwa 42 Kilometer nordnordwestlich von Clermont-Ferrand. Umgeben wird Saint-Quintin-sur-Sioule von den Nachbargemeinden Ébreuil im Norden und Osten, Champs im Süden und Südosten, Marcillat im Westen und Südwesten, Saint-Gal-sur-Sioule im Westen und Nordwesten sowie Chouvigny im Nordwesten.

## Bevölkerungsentwicklung
| Jahr                       | 1962 | 1968 | 1975 | 1982 | 1990 | 1999 | 2006 | 2013 |
| Einwohner                  | 304  | 262  | 248  | 263  | 285  | 280  | 312  | 358  |
| Quellen: Cassini und INSEE |      |      |      |      |      |      |      |      |

## Sehenswürdigkeiten
- Kirche
- Burg Saint-Quintin aus dem 13./14. Jahrhundert

## Weblinks

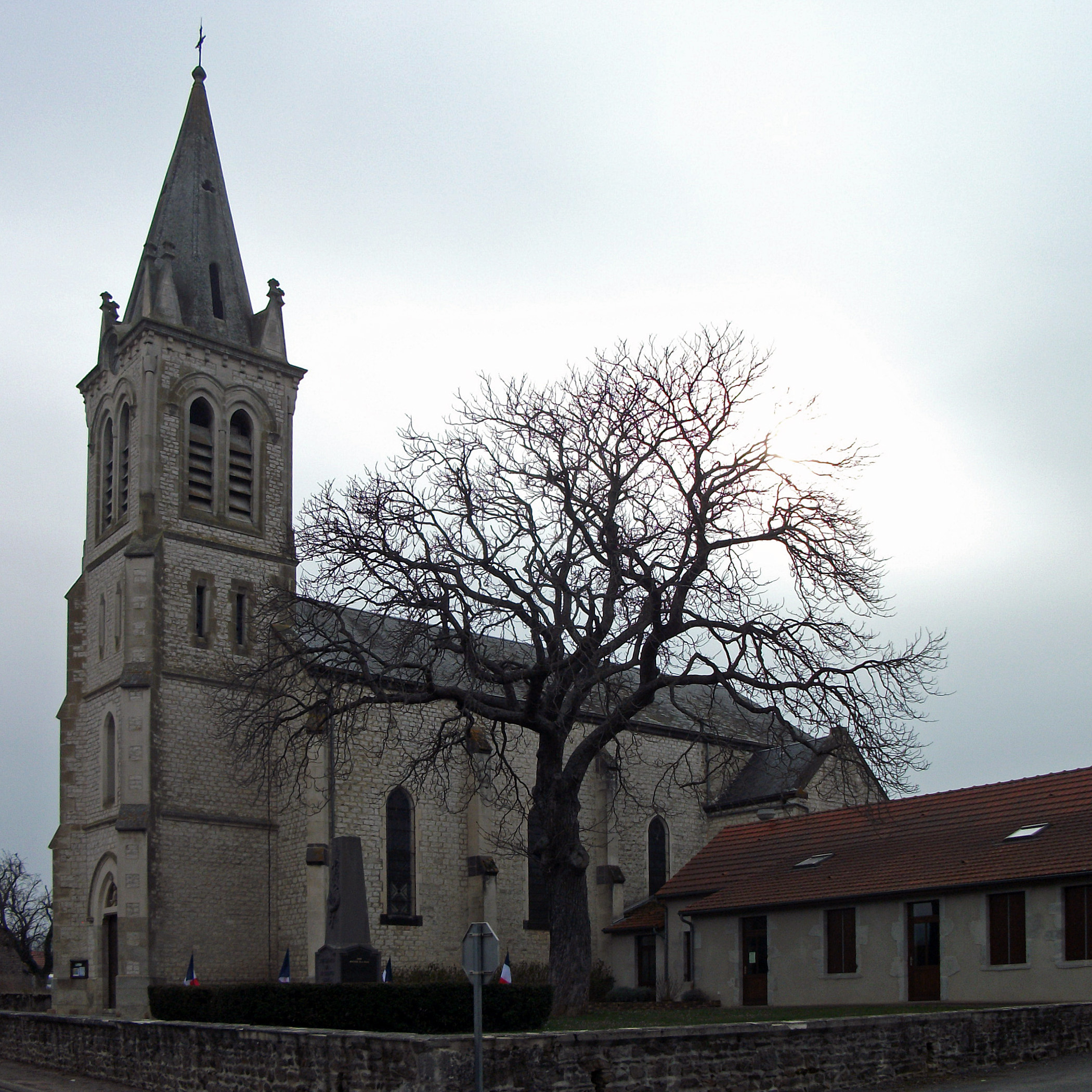
Kirche